# Mithrász

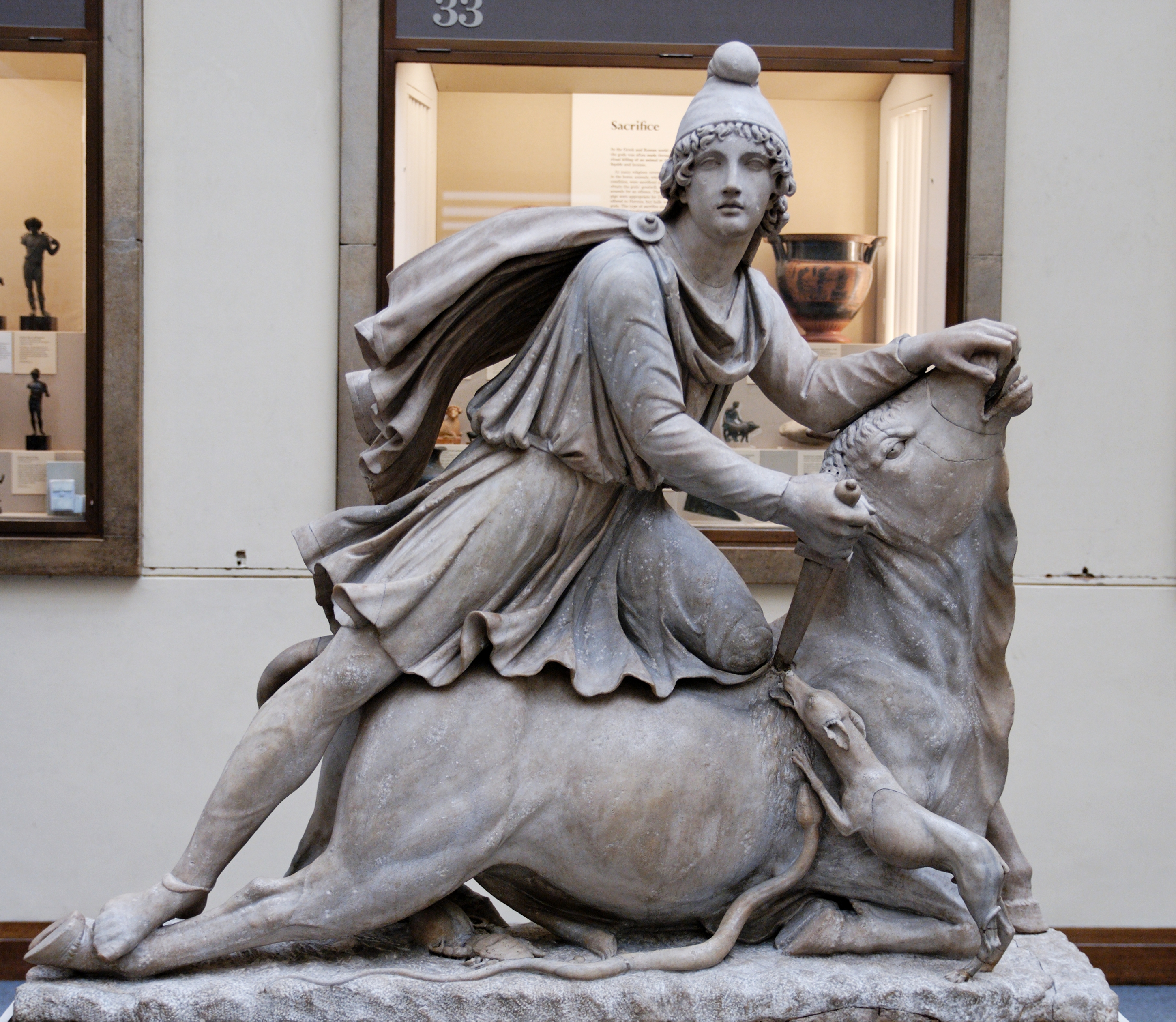
Bikaölő Mithrász (British Museum, London). A szobrász Mithrászt perzsa ruhában ábrázolta. Három segítője a Skorpió, a Kutya és a Kígyó. A bika legyőzése a Világ teremtésének aktusa

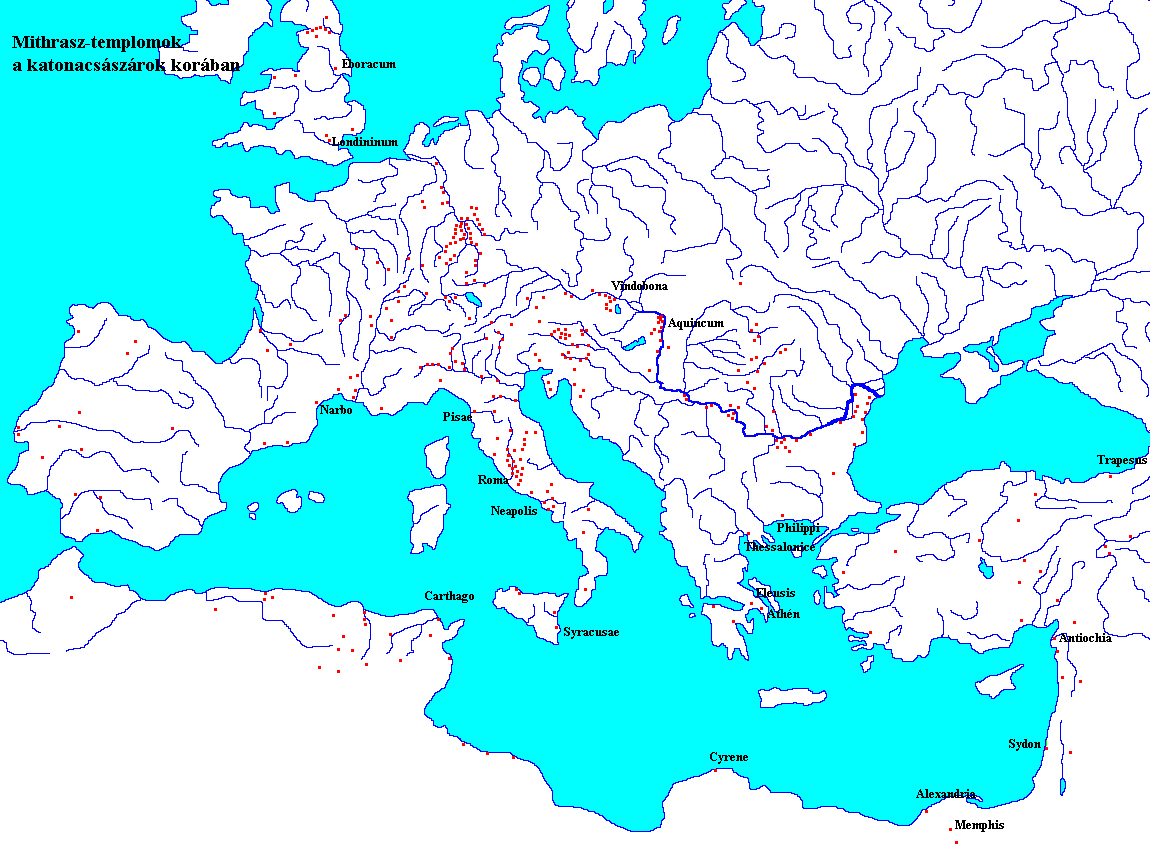
Mithrász-templomok a Római Birodalom területén és környezetében

Mithra vagy Mithrász (मित्र, proto-indoiráni alanyesetben *mitras) több vallásban és kultúrában is tisztelt istenség. A római császárkor egyik legnagyobb istene, a köré szerveződött mithraizmus (misztériumvallás) központi alakja, akit Mithrász néven ismertek.
Előfordulása:
- Mitra – (szanszkrit Mitrá-, Mitráḥ) a Rigvédában (brahmanizmus)
- Mithra – Perzsiában, (avesztai Miθra-, Miθrō) a zoroasztrizmus Avesztájában és a manicheizmusban
- Mithrász – a görög-római mithraizmus istene.

Mithras, Mitra néven az ind hitregékben a felkelő nap istene, később Mithra névalakban a perzsa vallásban egyre jobban előtérbe kerül, s a világosság istene, a perzsa vallás megváltója lett, aki a jóság és az igazság küzdelmében a diadalmas vezér szerepét játssza.
A mítoszok szerint december 25-én született; egyes történetek szerint egy szűztől, más történetek szerint egy sziklából. Később – a kereszténység államvallássá válásakor – ünnepének ellensúlyozására Jézus születését tették dec. 25-re.
Nagy mesternek tartották, ő volt a bölcsesség, az igazság és a hit.[forrás?] Funkciója miatt megváltónak is tekintették.
Perzsiából Babilonba, onnan Kis-Ázsiába, majd az 1. században Rómába került, s a Római Birodalom egyik legnépszerűbb istenévé lett egészen az 5. századig. Commodus császár uralkodásának idején kultuszát már államilag támogatták. A 3. században szerepe egyre jelentősebbé vált, a Sol Invictus napistennel (magyarul: „A legyőzhetetlen Nap”) összeolvadva az egyik legfontosabb állami kultusszá vált Aurelianus császár idejére. 307-ben, a keresztényüldöző Diocletianus idején a birodalom fő védelmező istenévé nyilvánították. Hivatalos kultusza még a kereszténynek tartott I. Constantinus császár alatt is megőrizte befolyását, de innentől kezdve hanyatlásnak indult.

## A kultusz

### India
Az ősi Indiában, ahol nevével Mitra alakban találkozunk – amit talán a ,,barátság" vagy a ,,szerződés" szavakkal lehet legpontosabban visszaadni – egy másik istenséggel, Varunával együtt tisztelték, Mitra-Varuna néven. Mindkettőjüket gyakran ruházzák fel emberi vonásokkal. 

### A perzsa Mithra
A perzsa Mithra isten ősi és nagyhatalmú alakja az indoeurópai vallásnak, neve feltűnik az Aveszta eposzaiban, és a Pontus vidékén is fontos szerepet töltött be a Kr. e. 3. századtól (lásd uralkodók nevei: például Mithridatész).

### Római Birodalom

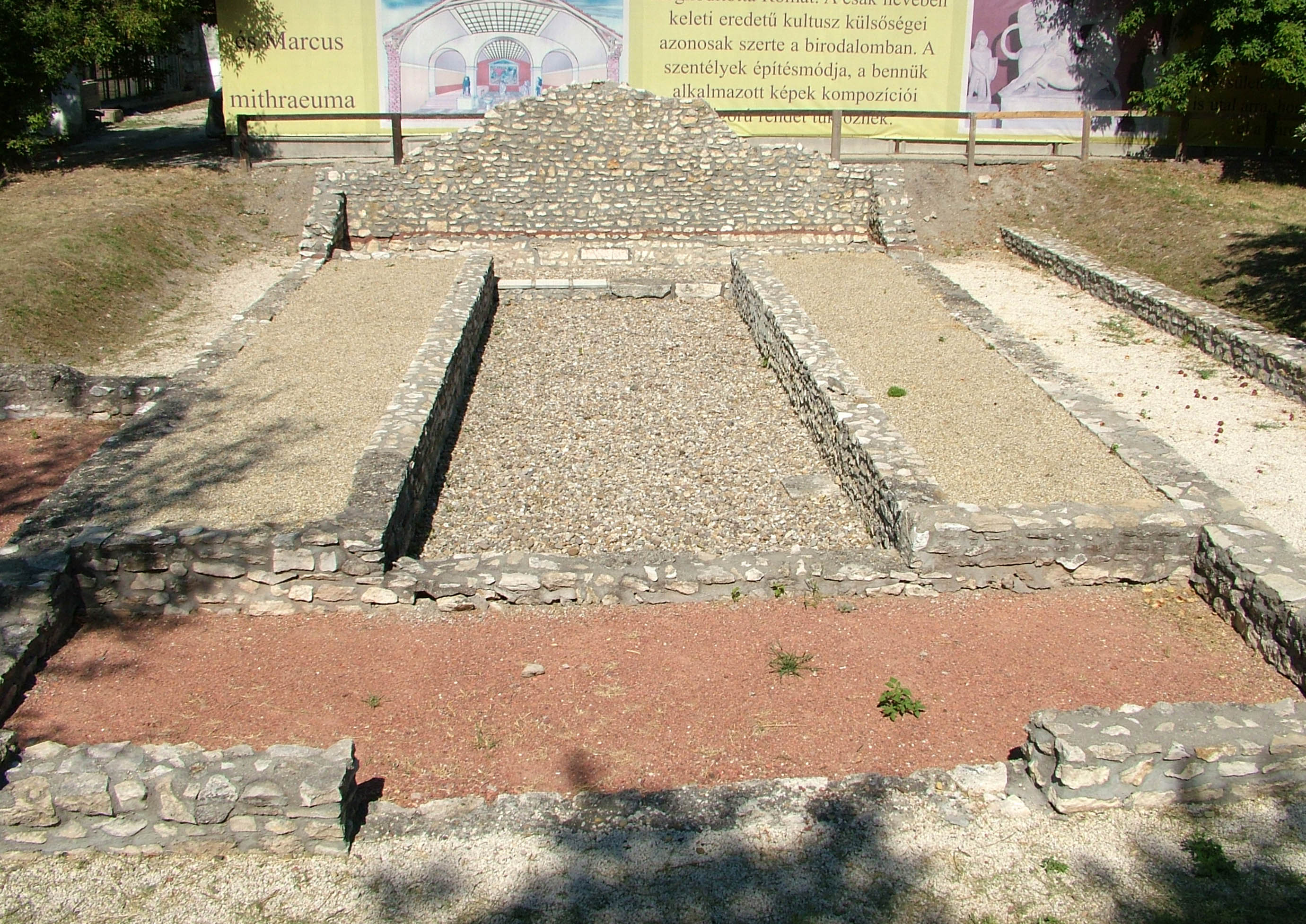
Symphorus mithreuma az aquincumi polgárvárosban. A szentélyek építési módja, tájolása, belső funkcionális elrendezése egymástól több ezer kilométernyire is megegyező az egész birodalom területén.

Mithrasz római kultusza a legújabb elméletek szerint csak minimális hasonlóságot mutat az eredeti perzsa mítoszokkal, és a római Mithrász legfontosabb szimbóluma, a bikaölés egyáltalán nem jelenik meg a korábbi példában. Kultusza valószínűleg az 1. században mesterségesen alapított misztériumvallás. A nevet vélhetően csak kölcsönözték az ősi iráni mítoszból, hogy az új kultusznak ősi hangulatot és tekintélyt biztosítsanak.
Misztériumvallásként a hívek csak beavatások során kerülhettek a teljes tudás birtokába. A kultusz hét beavatási fokozatot ismert: Holló, Jegyes, Katona, Oroszlán, Perzsa, Napfutó és Atya. A teljes tudás birtokába csak a hetedik szakaszba lépő Atya (pater) juthatott.
A Mithrász-vallás tartalmáról, az általa közvetített tudásról és a beavatási szertartásokról gyakorlatilag semmi biztosat nem tudunk. Jobbára barlangokban és erre a célra kialakított alaprajzú, földbe mélyített szentélyekben gyűltek össze.
Régebbi elméletek szerint bikát áldoztak Mithrásznak, majd a tetemet közösen elfogyasztották, de a feltárt szentélyekben nincs nyoma az erre utaló szokásos jeleknek (gödörnek vagy más, vér felfogására alkalmas mélyedésnek), illetve a kis méretű helyiségekben a hívek mellett el sem fért volna egy bika. Az áldozat jelképes volt.
A Mithrász szentélyek (mithreumok) természetes barlangok, vagy hosszúkás alakú, félig földbe vájt üregek voltak, a templom egyik végén a központi Mithrász-domborművel. Ezeken Mithrász sziklából született frigiai sapkás ifjú, aki egy hatalmas bikát öl meg.
A szentélyekben gyakran megtalálhatók további egységes kompozíciójú reliefek, például Mithrász sziklából születik meg, amelyek a vallás egyes további részleteiről nyújtanak homályos információt. Ezekben a kompozíciókban és elsősorban a központi bikaölő jelenetben minden valószínűség szerint számos asztrológiai elem jelenik meg (Bika, Holló, Skorpió, Kutya, Ikrek stb.).
Az archetipikus hősmítosz szerint, melyet a római Mithrász-rituálékon szavaltak, a csecsemő Mithrász szövetséget kötött a nappal, és elindult, hogy megölje a bikát, az elsőként megteremtett élőlényt. Míg a bika legelészett, Mithrász megragadta a szarvainál fogva, és egy barlangba húzta. A bika hamarosan elszökött, de újra foglyul esett, amikor Mithrásznak azt a parancsot adta a holló, a nap hírnöke, hogy ölje le a bikát. Kutyájának segítségével Mithrász sikerrel járt a bika elfogásában, s ismét a barlangba cipelte. Az orrlyukainál fogva megragadta, s kését mélyen belemártotta lágyékába. Ahogy a bika meghalt, létrejött a világ, és megszületett az idő. A leölt állat testéből tört elő az összes gyógynövény és egyéb növény, mely a földet borítja. Az állat gerincvelejéből búza fakadt a kenyér elkészítéséhez; a vérből szőlőtőke született a bor elkészítéséhez. Az áldozati vér ontása nagy áldásokat hozott a világnak, melyeket Ahriman megpróbál gátolni.

## Beavatási szertartás

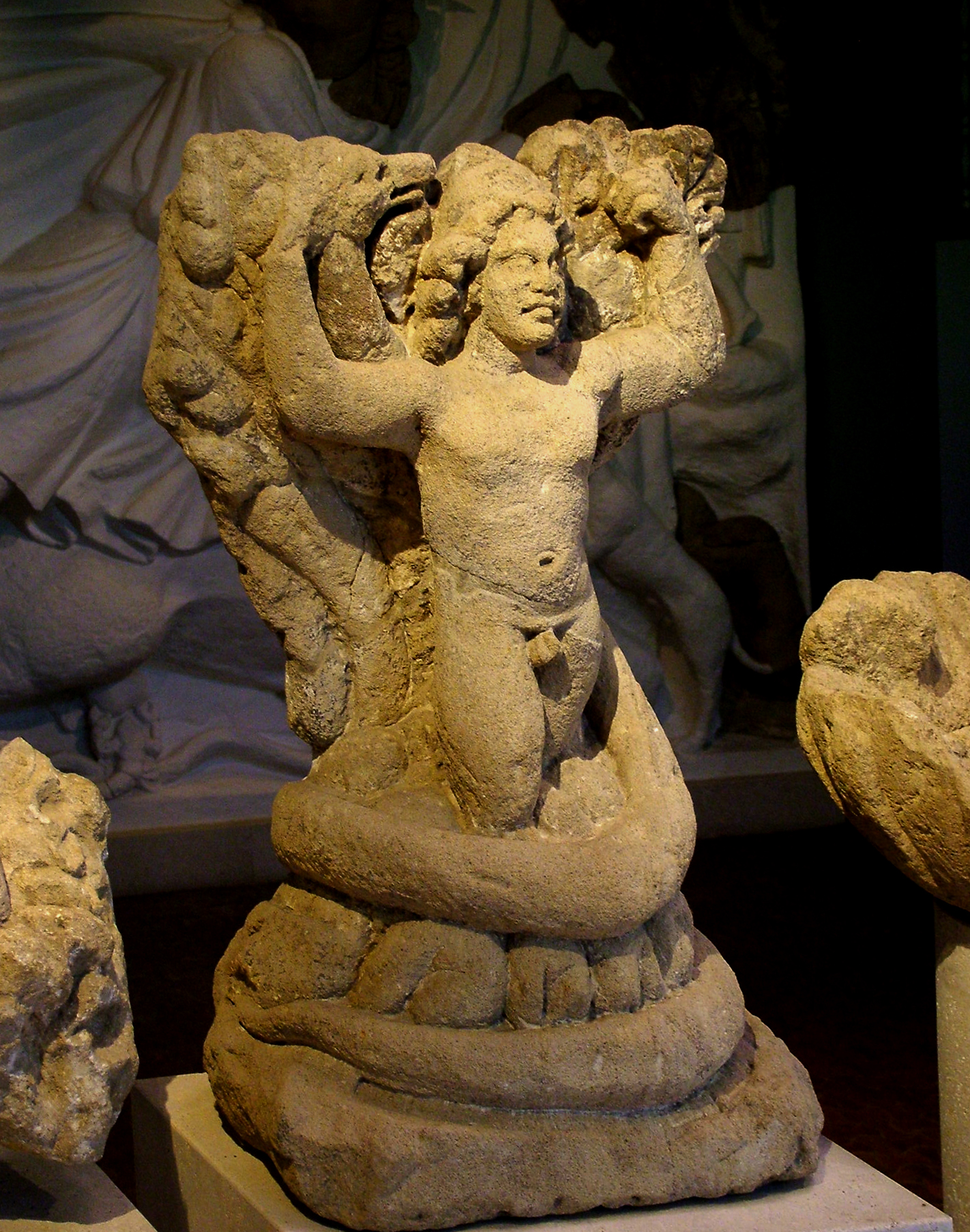
A lombok közt születő Mithrász, (Carnuntinum Múzeum)

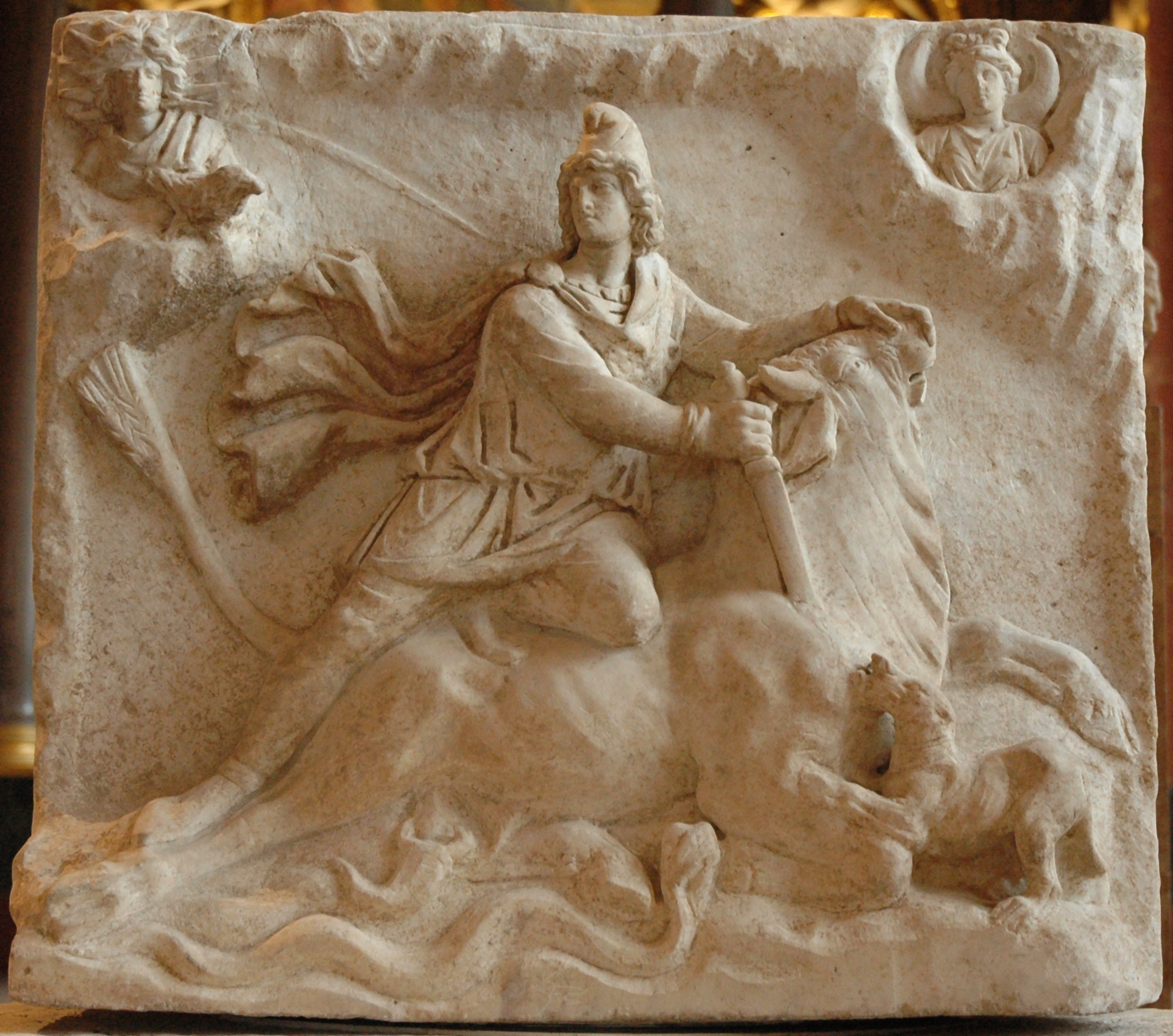
Mithrász-relief, Louvre

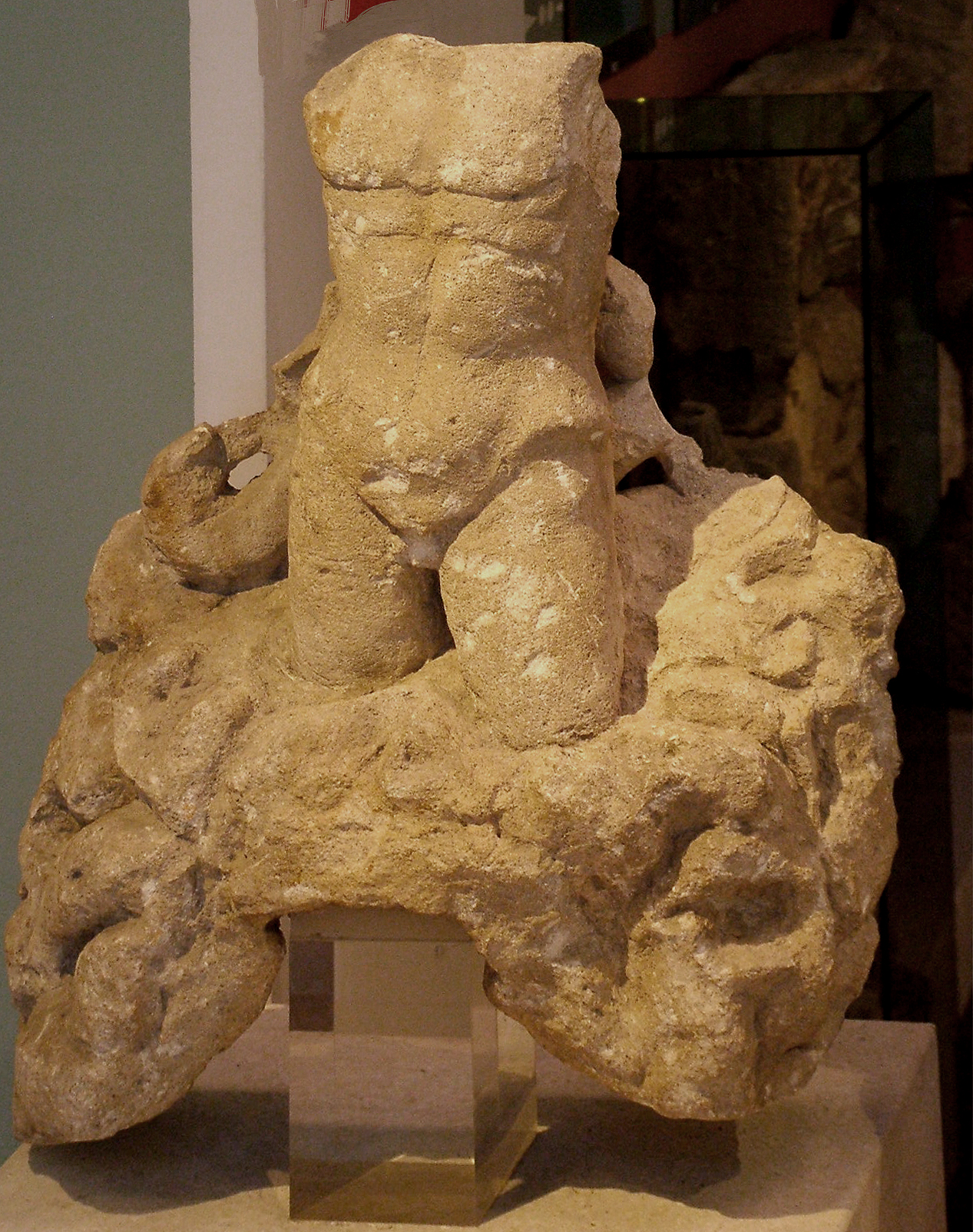
A sziklából születő Mithrász: Torzó,(Carnuntinum Múzeum)

A szentély belső tagolása törvényszerűséget mutat. Általában téglalap alaprajza volt, az egyik kisebb oldalán volt a bejárat és szemben helyezték el a fő kultikus képet. A beavatottak számára mindkét hosszabbik oldalon alakítottak ki pódiumot, a rítusokat pedig a cella-részen tartották. A hívők egy oszlopcsarnokon át közelítették meg a földszinti termet, ahonnan lépcső vezet az előtér felé. Innen egy lépcsőn haladtak tovább a szentélybe (kriptába). A kriptát a földi világ mintájára építették. Boltíves mennyezetét, amely az égboltot utánozta, csillagokkal díszítették.
A hívők a pódiumokon térdeltek és vették magukhoz a szent ételt. Az előttük álló oltárokon égett a tűz. A bejárat előtt egy taurobolium (lécekből rácsozattal befedett szent áldozati gödör) található. Ebben ült a hívő, míg felette leöltek egy bikát, hogy annak vére rácsorogjon. A vér közvetítette az állat erejét és segítette a lélek megtisztulását. Ez a szokás meglehetősen gyakori volt.
A beavatandó személy (neophyta) az alacsonyabban fekvő cellában helyezkedett el. Amikor bebocsátást nyert a magasabb pódiumra, ruhátlan testét a levágott bika vére borította. (hasonló szimbolikus élmények társíthatók a – kereszténység baptizmus rítusával egyenértékű – „vérkeresztséghez”).
Újabb kutatások más rítus elvégzését feltételezik. Kiindulási alap, hogy egy 1000–1200 kg súlyú bikát lejuttatni a szentélybe gondot okozhatott, hiszen a bika a kultuszkép tanúsága szerint nincs megkötözve.
Valószínűbbnek tűnik, hogy napszállta után - a hat fokozatot  sikeresen teljesített  - tizenkét jelölt megérkezett a szentélyhez. Lefelé vezető szinteken haladtak, jelezve, hogy alászállnak az alvilágba. A bejáratnál a Pater fokozatú tizenharmadik férfi fogadta őket és megerősíttette velük fogadalmukat. Merítettek a szentelt borból, majd elfoglalták helyeiket a két oldalt magasabban épült pódiumon. A fáklya fényében kozmikus jelképek látszottak a falakon. Megkezdődött a rituális lakoma.
Közeledett az éjfél, a fény kihunyt. A sötétben kiosztották a tizenkét kőgolyót, melyből egy pirosra volt festve. (A kőgolyók megtekinthetőek az aquincumi múzeumban, a szentély azon  helyén, ahol feltárták őket.)
Amikor ismét fellobbant a fényt, a Pater fokozatú személyben már Mithras, a Sol Invictus állt előttük és az is kiderült, ki lett lett a Kiválasztott, melyikükben testesült meg a Magasságos Jupiter isten, az Égi Bika. Mindannyian hódoltak előtte és Ő megerősítette fogadalmát, hogy kész feláldozni életét az emberekért és a világ újjászületéséért. Ekkor az áldozópap, Mithrasz a nyakába szúrta az áldozó kést. Azonban a kozmikus  ábrázolások tanúsága szerint az önmagát feláldozó isten nem egyszerű, hanem szenvedéssel teli kínhalált vállalt. A Kutya harapta, a Kígyó mérgezte, a  Skorpió kasztrálta.
Az áldozat testét valószínűleg még hajnal előtt levitték a folyóhoz és belemerítették, hogy feltámadhasson és egy elkövetkező szertartáson valakiben ismét meg tudjon jelenni. A napkelte ékesen bizonyította, hogy a szertartást helyesen végezték, a következő időciklus elkezdődött, az emberiséget sikerült megmenteni a végpusztulástól.
(A nők az Isis szentélyében hasonló misztérium szertartáson vettek részt. Volt olyan szentély, amelyet egyszerre mindkét istennek, Isisnek és Jupiternek szenteltek.)
A szertartások borzalmas részletei a szigorú titoktartás ellenére kiszivárogtak és elősegítették a lineáris időszemléletű kereszténység elterjedését, amely azt hirdette, hogy egyszer régen már feláldozta magát az isten, nem szükséges ennek rendszeres időközönként megtörténnie. (A rómaiak ugyanis ciklikus időszemlélettel bírtak.)
A tizenkét tanítvány, az utolsó vacsora, az isten önként vállalt kínhalála, a szentelt víz, a bejáratnál stb. motívumok a Mithrasz-kultuszból kerülhettek a kereszténységbe, ahol a nők részvételét is megengedték az áldozatra emlékező istentiszteleteken.
A Mithrasz kultuszban úgy tűnik, a Bika/Jupiter a főszereplő, aki önként nyújtja nyakát az áldozópapnak, Mithrasznak. Természetesen egy istent nem áldozhat fel közönséges személy, csak egy másik isten.
Az intézményesített mithraizmus beavatási rituáléja hét szintből állt. Mindegyik fokozat egy-egy bolygó oltalma alatt állt. E szintek emelkedő sorrendben a következők: Holló (Corax), bolygója a Merkúr; Menyasszony (Nymphus), bolygója a Vénusz; Katona/harcos (Miles), bolygója a Mars; Oroszlán (Leo), bolygója a Jupiter; Perzsa (Perses), bolygója a Hold; a Nap küldötte (Heliodromus), bolygója a Nap; és az Atya (Pater), bolygója a Szaturnusz. Az ide vonatkozó értelmezés szerint az alsóbbrendű természetet mortifikációnak (átalakítás) kell alávetni.
- A legalacsonyabb fokozat: a Holló (Corax) volt, amely a Merkúr oltalma alatt állt. A bolygót a kígyós bot (Caduceus) jelképezi. A Holló elnevezés valószínűleg a Corax csillagképre utal, s az sem kizárt, hogy a hollónak a korabeli római hagyományokban betöltött szerepével is kapcsolatban áll (a holló például Apolló madara). A csésze jelentésére nincsenek adatok.
- A második fokozatot: Menyasszonynak (Nymphus) nevezik, de a szónak ez a fordítása túlságosan leegyszerűsített. Az elnevezésnek ugyanis „nympha”, azaz nőnemű alakban kellene szerepelnie, de csak „nymphus”, tehát hímnemű alakban fordul elő. A hímnemű menyasszony egy paradoxon, a két nem összeolvasztása olyasmire utalhat, ami az emberi kategóriákon túl van. A beavatási fokozatokkal kapcsolatban használt összes terminus hímnemű. Nők nem vehettek részt a szertartásokon és a kultuszban, ahogy a hadseregben sem szolgálhattak. A második fokozatra többféle jelző is található. Franz Cumont könyvében Okkultistaként (Cryphies) szerepel. Az ide vonatkozó értelmezés szerint a beavatandó egy okkult létformát vesz fel. A diadém az oltalmazó bolygó, a Vénusz jelképe. A lámpás a fokozatba való beavatás által elnyerhető világosságot szimbolizálja, ahogy azt a következő fohász is mutatja: „Itt van Nymphus! Üdvözlégy Nymphus! Üdvözlégy új fény!”
- A harmadik fokozat: Katona (Miles), a Mars felügyelete alatt áll, akit a sisak és a lándzsa jelképez. A képen látható harmadik tárgyat a bika hátsó lábaként értelmezik, amely patájával a sisakhoz ér. Néhány dombormű Mithrast kezében egy ilyen hátsó lábbal ábrázolja, amellyel Sol-t veri fejbe. A jelenetet felkenésként értelmezik. A harmadik szinten a neophyta a mithras-beavatottak légiójának válik harcosává, amely közösséget e hagyomány harci szelleme miatt milíciának nevezték. Tertullianus azt mondja, hogy amikor a törekvő e szintre emelkedett, felajánlottak neki egy kardot s egy koronát, hogy válasszon. Természetesen a kardot kellett választania, elutasítva a koronát, mondván: „az én koronám Mithras.”
- A negyedik fokozat: az Oroszlán (Leo), amelyet a Jupiter oltalmaz, rá utal a villám. A harciasság felfokozását képviselte. A bal oldali tűz-lapát az oltáron való tömjénégetés fontosságát mutatja. Középen egy, az egyiptomi misztérium-vallásokban használt tárgy, a kereplő (sistrum) látható, amely az oroszlánok mitológiai szerepét illetően egyiptomi örökségre utal. A negyedik fokozatnál az oroszlánokat hívták segítségül.
- Az ötödik fokozat: a Perzsa (Perses), a Hold védelme alatt áll. Ez a szint a mithraizmus forrásával, a perzsa fény-kultusszal áll kapcsolatban. Az Oroszlán és a Perzsa fokozatba beavatandó személyeket mézzel tisztították meg. A fokozat jelképei a gabonakalász és a sarló, mert „Ő a gyümölcsök őrzője”.
- A hatodik fokozat: a Nap futára (Heliodromus), a Nap oltalma alatt áll. Jelképei Sol attribútumai, a sugaras korona, a fáklya és a korbács. A beavatott ugyanazt a minőséget tükrözi, amelyet a mítosz Mithrasnak tulajdonított: szembeszegülése Sollal (Héliosszal).
- A legmagasabb, hetedik fokozat: az Atya (Pater), a Szaturnusz oltalma alatt áll, akinek sarlója a fokozat jelképei között is ott van. A perzsa sapka Mithras fejfedője, a bot pedig a hatalmat jelképezi. A bal oldalon látható tárgyról nincsenek feljegyzések, valószínűleg gyűrű vagy szem. Az atya szintje a mithraista közösség vezetőjének a rangját jelöli (pater sacrorum, pater patrum), azét, aki mások beavatására felügyel.

## A Mithrász-kultusz elterjedése
A Mithrász kultusz legnépszerűbb a Római Birodalom európai területein volt, mithraeumok tucatjai ismertek elsősorban a nyugati limes mentén. A katonaság körében különösen elterjedt volt. Csak Aquincum polgárvárosának területén négy mithraeum ismert. Továbbiak kerültek elő a katonavárosban. Szentélye megtalálható volt Pannonia szinte minden római városában, sőt több magánbirtokán (lásd például fertőrákosi mithraeum).
Kultuszának csak a kereszténység terjedése vetett véget, Mithrász képe 323-ban tűnik el a római pénzekről. Iulianus császár ismét vissza akarta Mithrászt helyezni jogaiba, de szándékát korai halála meghiúsította. A Mithrász-vallás több mint egy évszázadon át a kereszténység komoly ellenfele volt.
A hivatalos állami tiltásokkal és a feltételezhetően programszerű erőszakos pusztításokkal párhuzamosan Mithrász szentélyei lassan romba dőltek, kultusza egyre jobban visszaszorult. A kultusz tárgyi és feliratos emlékei azonban azt mutatják, hogy volt idő, amikor Mithrász vallása is világvallás volt, amely Perzsiától az Atlanti-óceán partjáig kielégítette a római katonák vallásos lelki szükségleteit.
A kora középkori Európában a mithrazmus lappangó formájának sikerült évszázadokon át fennmaradnia Konstantin ediktumai mögött. Még amikor át is vette helyét a trónon a kereszténység, a mithraikus hit méltóságteljes ellenszegülésben élt tovább. A manicheizmusként ismert szinkretista vallás több közel-keleti vallás elemeit őrizte meg.

## Mithrász ábrázolások (képek)
- Mithras Luna
- Sugár glóriával